# Lomec (Strážkovice)
Lomec (německy Lometz) je malá vesnice, část obce Strážkovice v okrese České Budějovice. Nachází se asi 2 km na západ od Strážkovic. Je zde evidováno 35 adres. Trvale zde žije 37 obyvatel.
Lomec je také název katastrálního území o rozloze 2,33 km².

## Historie

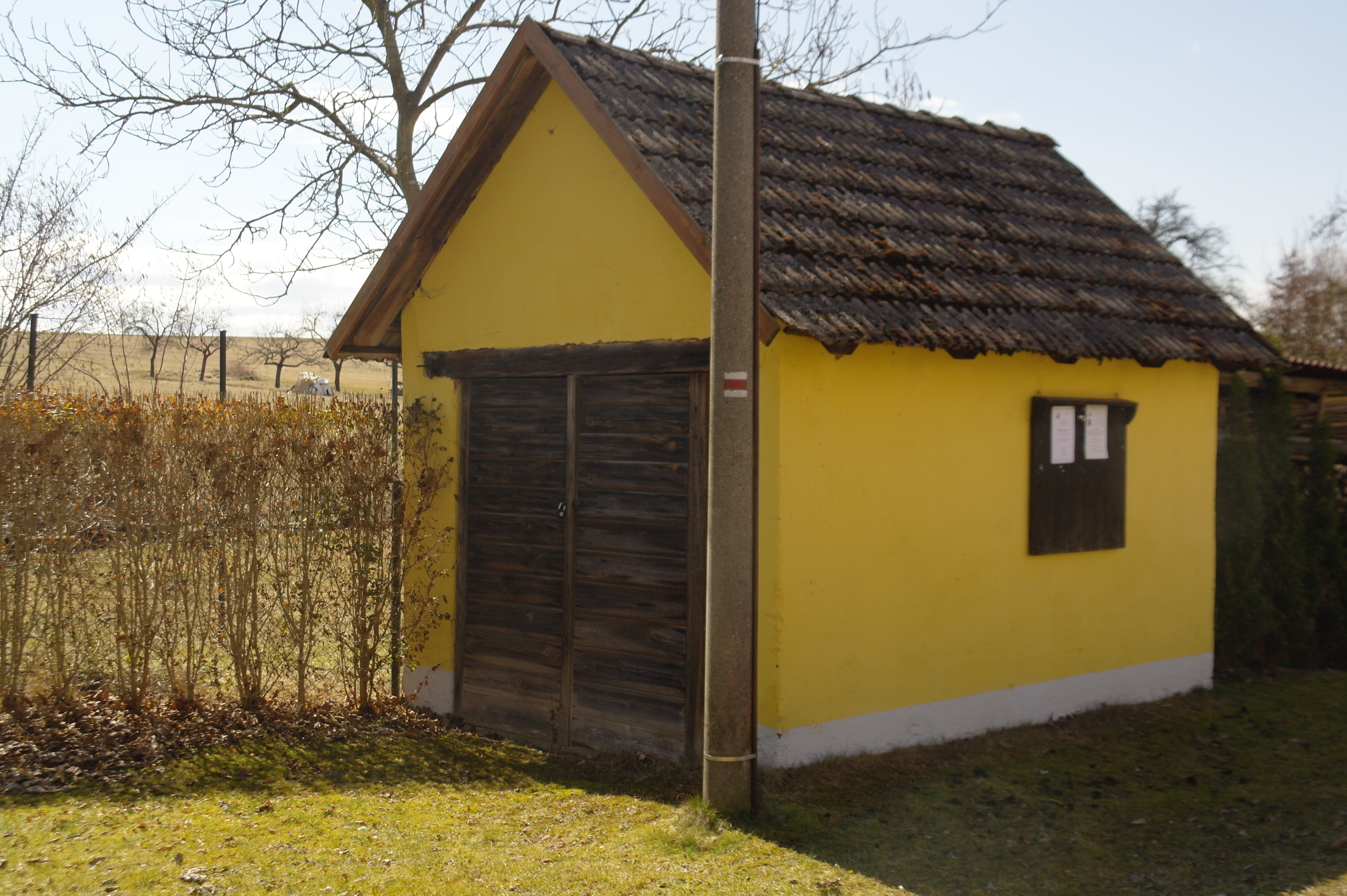
Obecní váha na dobytek

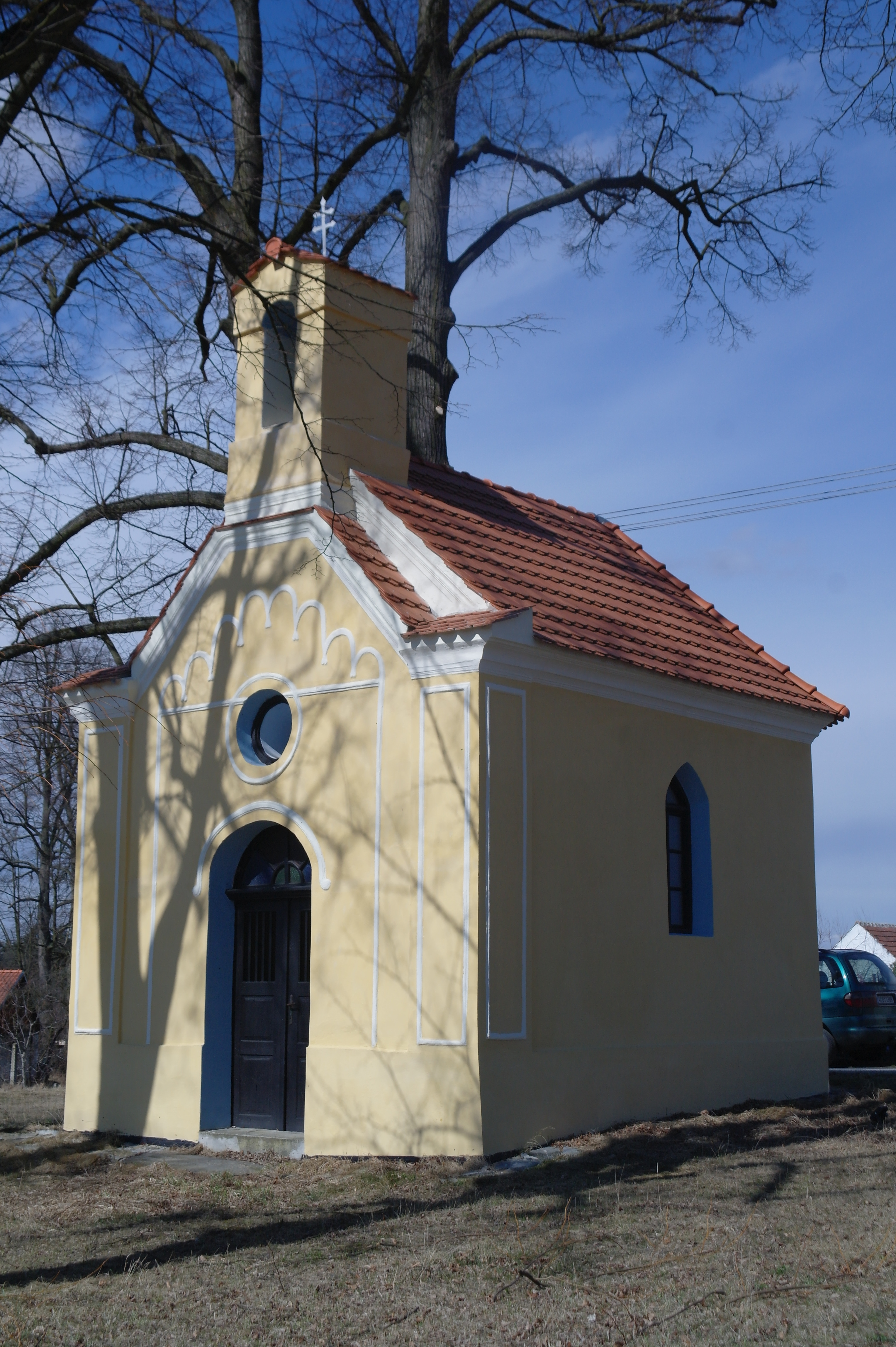
Kaple na návsi

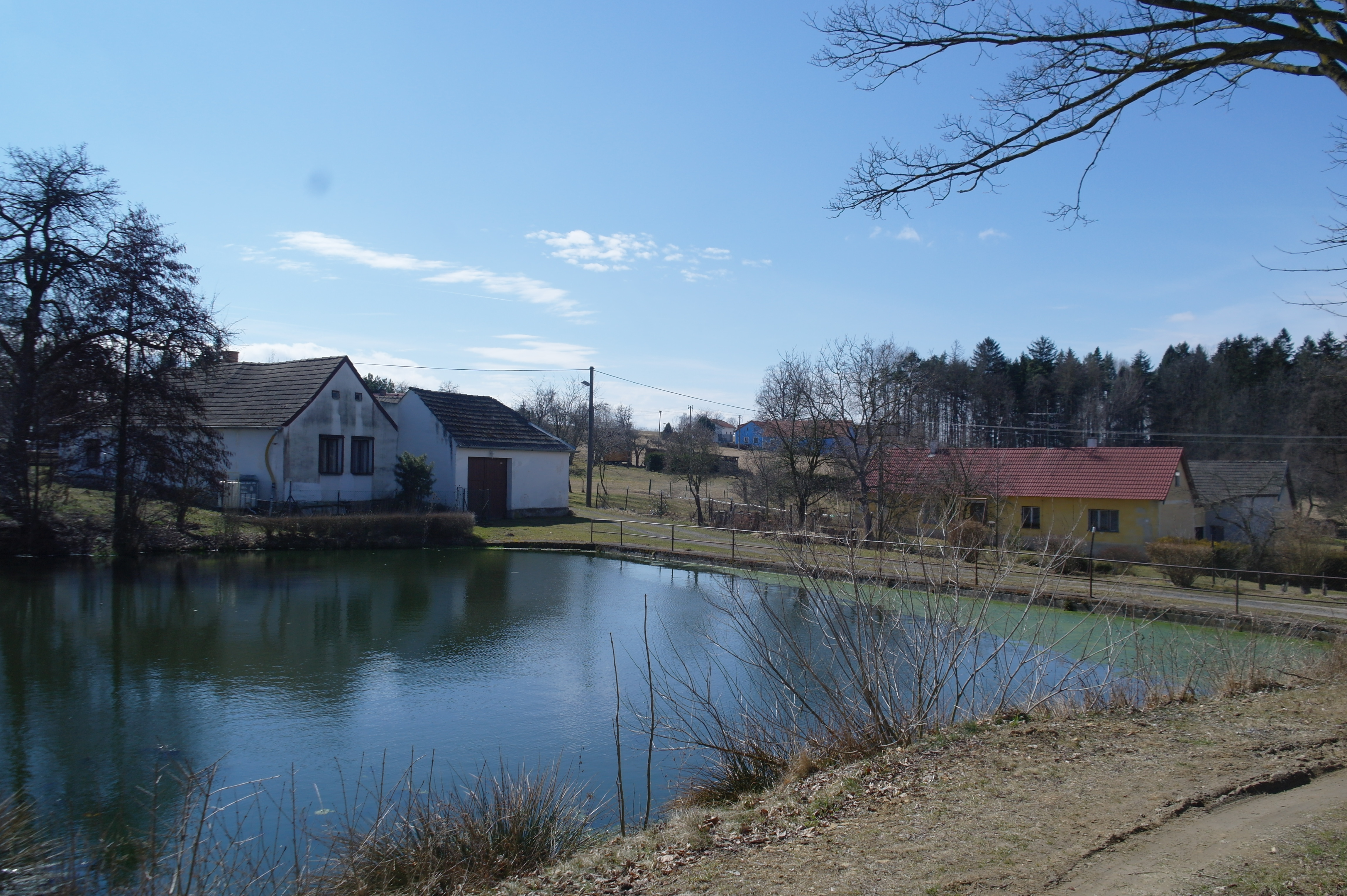
Rybník v západní části vesnice

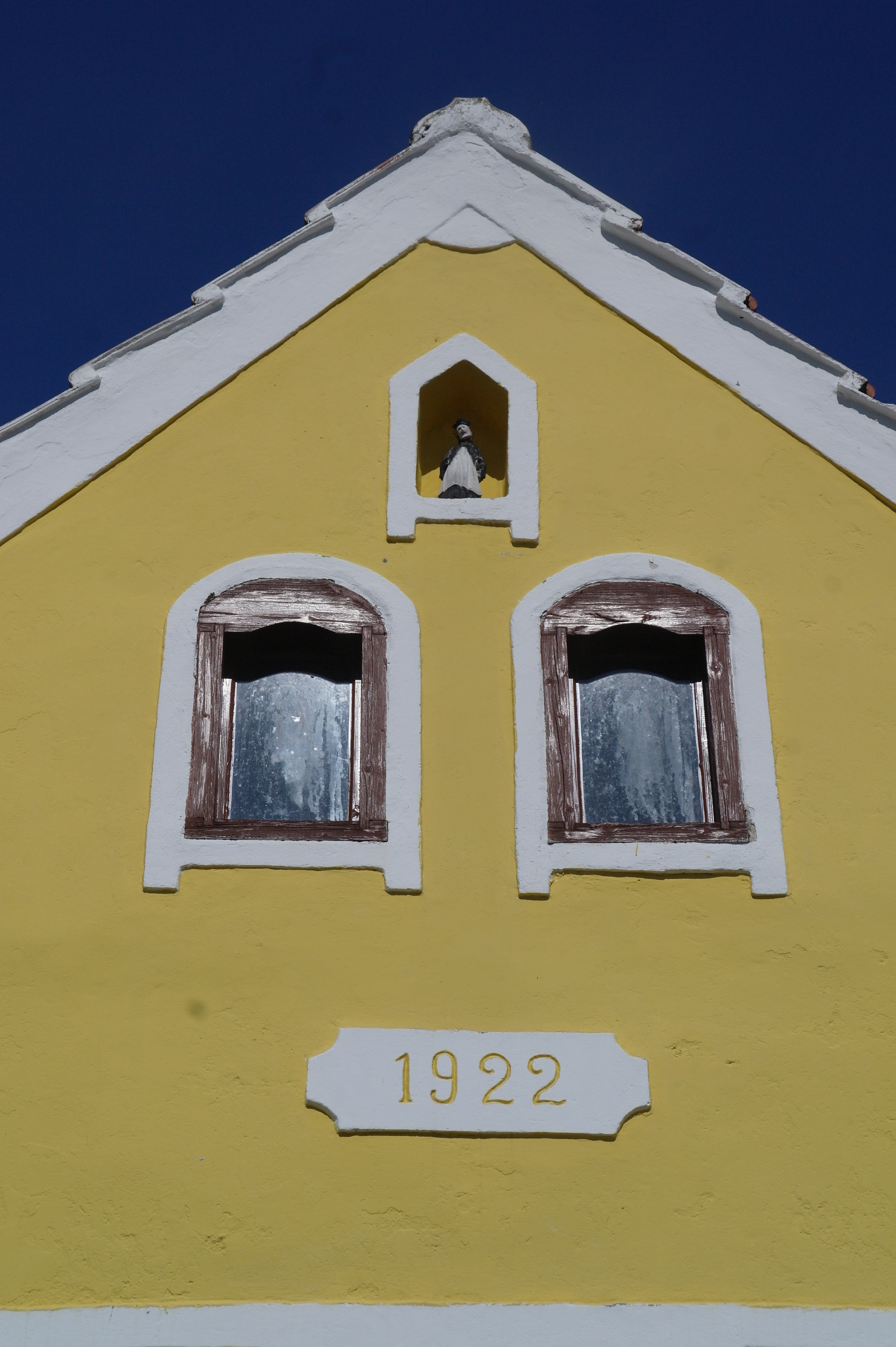
Štít domu čp. 15

### Historický vývoj
První písemná zmínka o sídle Lomec (dříve také Lometz) pochází z roku 1409, kdy část vsi náležela ke komařickému zboží, další díl patřil v té době vladykům z Pašinovic. Právo na dědictví po zemřelých Oldřichu a Pešíkovi z Pašinovic hájil v roce 1414 Svatomír z Horky a Verner z Jankova. Později držel Lomec (též Lomek) Dětřich z Klení, který tu roku 1446 daroval 50 kop grošů své manželce Kačce. Od bratří Jana a Jindřicha z Klení koupil roční plat ze zdejších poddaných roku 1482 Konrád z Petrovic. Pozdější vrchností se stala krumlovská prelatura, jíž například roku 1625 náleželo v Lomci šest poddaných: Bartoloměj Kreuz, Řehoř Nábožný, Jakub Staník, Matěj Weber, Ondřej Šimák a Jakub. Menší podíl na držbě tu měl také vyšebrodský klášter, a to již v polovině 17. století.
V roce 1732 koupil Adam František ze Schwarzenbergu od prelatury vesnici Lomec a připojil ji k třeboňskému panství, k němuž pak náležela až do poloviny 19. století. Před polovinou 19. století spadalo pod třeboňskou vrchnost třináct poddaných. Komařická vrchnost měla ve vsi tři poddané.[zdroj⁠?!]
Severovýchodně od Střížova na místě dnešního lesa poblíž Lomce, stávala ve středověku osada Hůrka. Připomínaná již v roce 1316, později patřila doudlebským vladykům a jeden z nich – Svatomír – tady v období 1391 až 1419 dokonce sídlil. Po komplikovaných dědických sporech nakonec část získal krumlovský purkrabí Konrád z Petrovic a část koupil rožmberský kancléř Václav z Rovného. Darem od těchto mužů se Hůrka dostala do majetku krumlovského kostela (1479 a 1502) a nejspíše během první poloviny 16. století neznámým způsobem zanikla; na sklonku své existence měla osada pouhé tři poddanské usedlosti, jejichž pozemky byly asi z části zalesněny a z části připojeny ke Střížovu nebo Lomci.
Mezi roky 1850 a 1931 byl Lomec osadou obce Nová Ves. K roku 1921 se uvádí četnická stanice Strážkovice, fara Střížov, pošta Komařice, železniční telegraf Nová Ves – 3,5 km, železniční stanice Nová Ves – 3,75 km, železniční stanice Zborov-Ledenice 3,25 km, zdravotní obvod a soudní okres České Budějovice. Roku 1931 se Lomec osamostatnil, mezi roky 1943–1945 byl ale osadou obce Střížov. Poté byl opět samostatný, a to až do 12. června 1960, kdy se stal místní část obce Strážkovice.

## Přírodní poměry

### Geomorfologické a geologické poměry
Katastrální území Lomce náleží do provincie Česká vysočina, soustava Šumavská hornatina a celku Novohradské podhůří. V jeho rámci je částí konkrétního podcelku Stropnická pahorkatina. Malá část katastru (severně od Lomce) je součástí provincie Česká vysočina, soustavy Šumavské, podsestavy Jihočeské pánve, celku Třeboňská pánev a konkrétního podcelku Lišovský práh. Nejvyšším bodem katastru je Lomecká Planá hora s 535 m. Geologické poměry jsou jednoduché, neboť celá oblast je součástí moldanubika s podložím tvořeným biotitickými pararulami migmatickými až arterity.

### Podnebí
Celé území náleží do mírně teplé oblasti Čech, konkrétně do jednotky MT 5. Klima je zde charakterizováno normálním až krátkým létem (30–40 dní), mírným až mírně chladným (průměrná červencová teplota 16–17 °C), suchým až mírně suchým (úhrn srážek ve vegetačním období zde činí 350–450 mm). Přechodná období jsou zde normální až dlouhá, s mírným jarem a mírným podzimem (průměrná dubnová i říjnová teplota činí 6–7 °C). Zima je zde normální (40–50 dní), mírně chladná (průměrná lednová teplota činí −4 až −5 °C), suchá až mírně suchá (suma srážek mimo vegetační období 250–300 mm). Sněhová pokrývka trvá normálně až krátce 60–100 dní. Převládajícím vzdušným prouděním je severozápadní, v letním období je významný i jihovýchodní směr.

### Půdní poměry
Procesy mající vliv na charakter půd zde daly vzniknout dvěma typům půd. Převážnou část půdního pokryvu lze označit za typickou kambizem neboli hnědou půdu dle klasifikace geneticko-argonomické. Obsah humusu je nízký (asi 100t/ha), ale humus sám je střední kvality. Potencionální půdní reakce je kyselá až silně kyselá s pH pod 5. Fyzikální vlastnosti jsou vcelku příznivé. Okolo vodotečí se vyskytuje typický glej, jehož vlastnosti jsou agronomicky krajně nepříznivé. Vysoká hladina spodní vody, silně nekvalitní humus (často zrašelinělý) i trvalé přemokření velmi omezují jeho využití, které se prakticky omezuje pouze na trvalé travní porosty.

### Hydrologie
Popisované území je odvodňováno malými potoky a řekou Malší a dále přes Vltavu a Labe do Severního moře. Severovýchodně od Lomce se nachází významný krajinný prvek registrovaný (VKPR) – prameništní louka potoka vlévajícího se do Strážkovického potoka.

### Vegetační charakteristika
Oblast je součástí hercynika. Při použití geobotanické rekonstrukční mapy lze katastr rozdělit na dvě vegetační jednotky. Převážnou část plochy katastru zaujímají acidofilní doubravy (Quercion robori petraeae). Jde o chudé doubravy na silikátových podkladech s vodním režimem zcela závislým na srážkové činnosti. Hlavními stromy a keři jsou dub letní a zimní, bříza bělokorá, borovice lesní, lípa velkolistá, jeřáb ptačí, topol osika, bez černý.

### Zemědělství a lesy
V katastru Lomce podíl orné půdy převyšuje podíl lesa. Na zemědělských plochách se uplatňuje klasické polaření a výroba zelené píce pro krmení hospodářského zvířectva. Lesy v okolí mají pozměněnou dřevinnou skladbu, ale vyskytuje se v nich významná příměs borovice, dubu, osiky, klenu a vrb – zvláště v prosvětlených okrajích, podél vodotečí či v terénních depresích.

### Hodnocení krajiny
Krajinu okolo Lomce lze označit jako zemědělskou. Vliv lidské činnosti je patrný zejména v odlesnění krajiny. Pozemky byly v minulosti sceleny, zanikly meze i malé remízky. Přesto byly zachovány některé krajinné prvky, které mají velký význam pro život původní flory a fauny. Jde o části lesa blízko vodotečí, menší remízky či porosty kolem rybníků. Tyto fragmenty přirozené vegetace zasluhují maximální ochranu.

### Obyvatelstvo
| Rok            | 1840 | 1890 | 1910 | 1921 | 1961 | 1970 | 1980 | 1990 | 2001 | 2009 |
| -------------- | ---- | ---- | ---- | ---- | ---- | ---- | ---- | ---- | ---- | ---- |
| Počet obyvatel | 78   | 125  | 150  | 136  | 85   | 66   | 50   | 35   | 37   | 45   |
| Počet domů     | 15   | 28   | 27   | 27   | –    | –    | –    | –    | 34   | 34   |

## Služby

### Sbor dobrovolných hasičů
Sbor dobrovolných hasičů zde vznikl v roce 1942 a v době založení měl 29 členů. K roku 2009 měl sedmnáct členů. Zachovala se původní výzbroj sboru z roku 1943: motorová stříkačka PS 8 na podvozku (dvouválec o obsahu 1150 cm³ a výkonu 28 HP) včetně příslušenství, která je doposud zcela funkční.

## Pamětihodnosti
- Barokní kaple na návsi
- Štíty některých usedlostí ve stylu selského baroka (čp. 8, čp. 15)
- Barokní výklenková kaplička u čp. 14
- Obecní váha na zvířata (kulturní památka)